# Ezequiel de Paula Ramos
Ezequiel de Paula Ramos (Bananal, 20 de janeiro de 1842 — São Paulo, 24 de março de 1905) foi um político brasileiro
Foi presidente do Senado do Congresso Legislativo do Estado de São Paulo de 1892 a 1894 e de 1896 a 1898.
Durante o exercício deste cargo, coube-lhe o exercício interino do da presidência do estado de São Paulo de 21 a 26 de setembro de 1892, em substituição a Bernardino de Campos.